# مضيق كارا

مضيق كارا (بالروسية : Пролив Карские Ворота ؛ Proliv Karskiye Vorota) هو 56 كم (35 ميل) قناة واسعة من المياه بين الطرف الجنوبي من نوفايا زيمليا والطرف الشمالي لجزيرة فايجتش . هذا المضيق يربط بحر كارا وبحر بارنتس في شمال روسيا .وكان مضيق كارا ممر مائي مهم في الاستكشاف المبكر لطريق بحر الشمال .

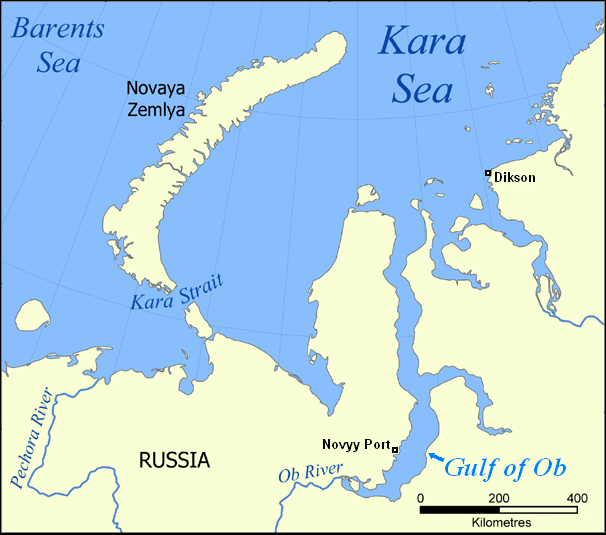
خريطه توضح موقع مضيق كارا